# Juha Tapio
Juha Leevi Antero Tapio (ur. 5 lutego 1974 w Vaasa)  jest fińskim piosenkarzem, autorem tekstów, kompozytorem i gitarzystą. Do jego największych hitów należą m.in. ”Mitä silmät ei nää”, ”Ohikiitävää”, ”Kelpaat kelle vaan”, ”Kaksi puuta”, ”Sitkeä sydän” i ”Jotain niin oikeaa”.

## Kariera
Pierwsze kroki na scenie stawiał już w wieku 13 lat w Ylistaro, jako gitarzysta swojej pierwszej grupy rockowej. Jego pierwsze płyty solowe, Tuulen valtakunta (1999) i Tästä kaikesta (2001) są jednak raczej popowe. Teksty mówią o Bogu i wierze, utwory są nawet wykorzystywane na lekcjach religii.
Album Mitä silmät ei nää z 2003 roku jest pierwszym "świeckim" albumem Tapio, jednocześnie jego pierwszym wielkim sukcesem. Osiągnął status złotej płyty, podobnie jak kolejny Ohikiitävää.  Z późniejszych płyt dotychczas dziesięć ma co najmniej status platyny.
Dwukrotnie wystąpił w programie Vain elämää, w roku 2013 i w wydaniu specjalnym ”All Stars” w 2017.
Piosenka ”Jotain niin oikeaa” (z płyty Sinun vuorosi loistaa) była najczęściej graną fińską piosenką w radio w 2016 roku, 8 055 razy. W sumie 30 z jego piosenek było wśród Top 20 hitów radiowych.
Juha Tapio był pierwszym muzykiem który wypełnił Hartwall Arenę, Espoo Metro Areenę i helsińską Halę Sportów Zimowych. Również wszystkie trasy koncertowe promujące jego płyty od 2011 roku były wyprzedane.

## Życie prywatne
Juha Tapio jest z wykształcenia nauczycielem i mieszka w Tuusula. Jest żonaty z Raiją Tapio (ur. Mattila) i ma dwóch synów, Mikael und Akseli. Artysta chroni swoją sferę prywatną i w wywiadach nigdy nie mówi o rodzinie.

## Nagrody i wyróżnienia
W roku 2007 wspólnie z piosenkarką i aktorką Marią Ylipää został przez Kirkon Ulkomaanapu (największa organizacja pomocy humanitarnej w Finlandii, należąca do Kościoła Ewangelickiego) mianowany „Posłańcem Nadziei“.
W 2009 otrzymał nagrodę Emma jako najlepszy piosenkarz, a w roku 2014 album Lapislatsulia został szlagierową płytą roku (pojęcie iskelmä, dosł. szlagier, obejmuje w jęz. fińskim także pop i rocka). W 2019 ten tytuł zdobyła jego płyta Kuka näkee sut.
Juha Tapio jest najczęściej nagradzanym muzykiem na Iskelmä Gaala, został m.in. artystą roku w latach 2008 i 2013, jego płyty były albumami roku 2008, 2011 i 2019, nagrodę za szlagier roku dostał w 2008..
W październiku 2012 ukazała się jego biografia pt. “Ohikiitävää – Juha Tapion tie“, autorstwa księdza i dziennikarza Jaakko Heinimäkiego. Książka zawiera również teksty samego Tapio. We wrześniu 2016 wyszło nowe, zaktualizowane wydanie.
W roku 2017 Juha Tapio został odznaczony nagrodą im. Juha Vainio.
Latem 2018 w Hämeenlinna wystawiono komedię muzyczną pt. “Kaksi puuta“, która wykorzystuje piosenki Juhy Tapio.

## Dyskografia

### Albumy studyjne
| Tytuł                 | Dane                                                                              | Lista         | Status                              |
| Tytuł                 | Dane                                                                              | Lista albumów | Status                              |
| --------------------- | --------------------------------------------------------------------------------- | ------------- | ----------------------------------- |
| Tuulen valtakunta     | - Data: 1999 - Format: CD - Wydawca: Medusa Production                            | –             |                                     |
| Tästä kaikesta        | - Data: 20 sierpnia 2001 - Format: CD, digital - Wydawca: Warner Music Finland    | –             |                                     |
| Mitä silmät ei nää    | - Data: 4 sierpnia 2003 - Format: CD, digital - Wydawca: Warner Music Finland     | 7             | 30 000 + (Platynowa płyta)          |
| Ohikiitävää           | - Data: 30 marca 2005 - Format: CD, digital - Wydawca: Warner Music Finland       | 11            | 17 573 + (Złota płyta)              |
| Kaunis ihminen        | - Data: 9 października 2006 - Format: CD, digital - Wydawca: Warner Music Finland | 2             | 41 182 + (Platynowa płyta)          |
| Suurenmoinen elämä    | - Data: 9 września 2008 - Format: CD, digital - Wydawca: Warner Music Finland     | 2             | 48 634 + (Platynowa płyta)          |
| Hyvä voittaa          | - Data: 21 września 2011 - Format: CD, digital - Wydawca: Kaiku Recordings        | 1             | 41 606 + (Podwójna platynowa płyta) |
| Joululauluja          | - Data: 16 listopada 2012 - Format: CD, digital - Wydawca: Kaiku Recordings       | 4             | 29 080 + (Platynowa płyta)          |
| Lapislatsulia         | - Data: 11 października 2013 - Format: CD, digital - Wydawca: Kaiku Recordings    | 2             | 42 624 + (Podwójna platynowa płyta) |
| Sinun vuorosi loistaa | - Data: 9 października 2015 - Format: CD, digital - Wydawca: Kaiku Recordings     | 1             | 20 000 + (Platynowa płyta)          |
| Kuka näkee sut        | - Data: 13 marca 2018 - Format: CD, LP, digital - Wydawca: Kaiku Recordings       | 1             |                                     |
| Pieniä taikoja        | - Data: 15 lutego 2019 - Format: CD, LP, digital - Wydawca: Kaiku Recordings      | 2             |                                     |

### Kompilacje
| Tytuł                           | Dane                                                                               | Lista         | Status                              |
| Tytuł                           | Dane                                                                               | Lista albumów | Status                              |
| ------------------------------- | ---------------------------------------------------------------------------------- | ------------- | ----------------------------------- |
| Suurenmoinen kokoelma 1999–2009 | - Data: 30 września 2009 - Format: CD, digital - Wydawca: Warner Music Finland     | 1             | 41 816 + (Podwójna platynowa płyta) |
| Tähtisarja – 30 suosikkia       | - Data: 19 października 2011 - Format: CD, digital - Wydawca: Warner Music Finland | 23            |                                     |
| Sitkeä sydän – suurimmat hitit  | - Data: 24 października 2014 - Format: CD, digital - Wydawca: Kaiku Recordings     | 5             |                                     |
| Loistava kokoelma               | - Data: 23 czerwca 2016 - Format: CD, digital - Wydawca: Warner Music Finland      | 2             |                                     |

### EP
| Tytuł       | Dane                                                                       | Lista         | Status |
| Tytuł       | Dane                                                                       | Lista albumów | Status |
| ----------- | -------------------------------------------------------------------------- | ------------- | ------ |
| Vain elämää | - Data: 30 stycznia 2015 - Format: digital - Wydawca: Warner Music Finland | –             |        |

### Single
| Rok  | Tytuł                                          | Lista        | Lista            | Lista  | Lista         | Lista      | Album                                      |
| Rok  | Tytuł                                          | Lista singli | Lista downloadów | Top 50 | Stream- lista | Radiolista | Album                                      |
| ---- | ---------------------------------------------- | ------------ | ---------------- | ------ | ------------- | ---------- | ------------------------------------------ |
| 2001 | ”Syksy”                                        | –            | –                | –      | –             | –          | Tästä kaikesta                             |
| 2003 | ”Mitä silmät ei nää”                           | –            | –                | 12     | –             | 2          | Mitä silmät ei nää                         |
| 2003 | ”Ukkosta ja ullakolla”                         | –            | –                | 8      | –             | 3          | Mitä silmät ei nää                         |
| 2004 | ”Haaveilija”                                   | –            | –                | 12     | –             | 4          | Mitä silmät ei nää                         |
| 2005 | ”Arvaamatta tuuli kääntyy”                     | –            | –                | 5      | –             | 1          | Ohikiitävää                                |
| 2005 | ”Ohikiitävää”                                  | –            | 17               | 2      | 46            | 1          | Ohikiitävää                                |
| 2005 | ”Ihme”                                         | –            | –                | 19     | –             | 7          | Ohikiitävää                                |
| 2006 | ”Kelpaat kelle vaan”                           | –            | 11               | 1      | –             | 1          | Kaunis ihminen                             |
| 2006 | ”Hengittää”                                    | –            | –                | –      | –             | –          | Kaunis ihminen                             |
| 2006 | ”Anna pois itkuista puolet”                    | –            | –                | 3      | –             | 3          | Kaunis ihminen                             |
| 2007 | ”Koneet kiinni”                                | –            | –                | 36     | –             | 18         | Kaunis ihminen                             |
| 2008 | ”Kaksi puuta”                                  | 3            | 3                | –      | 15            | 3          | Suurenmoinen elämä                         |
| 2008 | ”Suurenmoinen elämä”                           | –            | –                | –      | –             | 8          | Suurenmoinen elämä                         |
| 2009 | ”Minä olen, sinä olet”                         | 22           | 20               | –      | –             | 2          | Suurenmoinen elämä                         |
| 2009 | ”Raikas tuuli”                                 | –            | –                | –      | –             | 2          | Suurenmoinen kokoelma 1999–2009            |
| 2011 | ”En mitään en ketään”                          | 19           | 19               | –      | 8             | 2          | Hyvä voittaa                               |
| 2011 | ”Sitkeä sydän”                                 | –            | –                | –      | 17            | 3          | Hyvä voittaa                               |
| 2012 | ”Rakastan niin kauan kuin mä voin”             | –            | –                | –      | –             | 2          | Hyvä voittaa                               |
| 2012 | ”Jossain täällä”                               | –            | –                | –      | –             | 6          | Hyvä voittaa                               |
| 2013 | ”TSNEH (Tykkään susta niin että halkeen)”      | –            | 4                | –      | 7             | 2          | Lapislatsulia                              |
| 2013 | ”Paremmat päivät”                              | –            | –                | –      | –             | 12         | Lapislatsulia                              |
| 2013 | ”Music Everywhere”                             | –            | –                | –      | –             | –          | Vain elämää – kausi 2                      |
| 2014 | ”Aito rakkaus”                                 | –            | 24               | –      | –             | 1          | Lapislatsulia                              |
| 2014 | ”Meillä on aikaa”                              | –            | –                | –      | –             | 4          | Lapislatsulia                              |
| 2014 | ”Planeetat, enkelit ja kuu” (z Anną Puu)       | –            | 21               | –      | –             | 10         | Sitkeä sydän – suurimmat hitit             |
| 2014 | ”Copacabana ja Ipanema”                        | –            | 24               | –      | –             | 1          | Sitkeä sydän – suurimmat hitit             |
| 2015 | ”Sinun vuorosi loistaa”                        | –            | 7                | –      | 28            | 1          | Sinun vuorosi loistaa                      |
| 2015 | ”Eläköön”                                      | –            | –                | –      | –             | 1          | Sinun vuorosi loistaa                      |
| 2016 | ”Jotain niin oikeaa”                           | –            | 15               | –      | –             | 1          | Sinun vuorosi loistaa                      |
| 2016 | ”Rakastettu”                                   | –            | –                | –      | –             | 14         | Sinun vuorosi loistaa                      |
| 2017 | ”Älä lähde vielä pois”                         | –            | –                | –      | –             | 3          | Sinun vuorosi loistaa                      |
| 2017 | ”Sinuhe” (z Brädi)                             | –            | 5                | –      | 24            | –          | Vain elämää – kausi 7, ensimmäinen kattaus |
| 2017 | ”Suurempaa”                                    | –            | 8                | –      | 45            | –          | Vain elämää – kausi 7, ensimmäinen kattaus |
| 2017 | ”Oo se kun oot”                                | –            | 15               | –      | 31            | –          | Vain elämää – kausi 7, ensimmäinen kattaus |
| 2017 | ”Koneeseen kadonnut”                           | –            | 26               | –      | 43            | 96         | Vain elämää – kausi 7, ensimmäinen kattaus |
| 2017 | ”Duran Duran”                                  | –            | 7                | –      | 37            | –          | Vain elämää – kausi 7, toinen kattaus      |
| 2017 | ”Niin kaunis on hiljaisuus”                    | –            | –                | –      | –             | –          | Vain elämää – kausi 7, toinen kattaus      |
| 2017 | ”Mitä silmät ei nää” (Alasti-klubi)            | –            | –                | –      | –             | –          |                                            |
| 2017 | ”Sydän jota rakastan”                          | –            | –                | –      | 31            | 2          | Kuka näkee sut                             |
| 2018 | ”Kuka näkee sut”                               | –            | 10               | –      | –             | 1          | Kuka näkee sut                             |
| 2018 | ”John”                                         | –            | –                | –      | –             | 45         | Kuka näkee sut                             |
| 2019 | ”Se tekee hyvää” (z Jukką Poika)               | –            | –                | –      | –             | 36         | Pieniä taikoja                             |
| 2019 | ”Päiväni ilman sinua”                          | –            | –                | –      | –             | 7          | Pieniä taikoja                             |
| 2019 | ”Hiljaisii heeroksii” (Ellinoora & Juha Tapio) | 15           | –                | –      | 15            | 4          |                                            |
| 2019 | ”Kun vielä ehtii”                              | –            | 4                | –      | –             | 4          |                                            |

#### Gościnnie
| Rok  | Tytuł | Lista        | Lista            | Lista  | Lista         | Lista      | Album                        |
| Rok  | Tytuł | Lista singli | Lista downloadów | Top 50 | Stream- lista | Radiolista | Album                        |
| ---- | --- | ------------ | ---------------- | ------ | ------------- | ---------- | ---------------------------- |
| 2007 | ”Viidestoista yö” (Laura Voutilainen, Jore Marjaranta, Sani, Katariina Hänninen, Kana, Jenni Vartiainen i Juha Tapio) | –            | –                | –      | –             | –          | Elämä lapselle 2007          |
| 2013 | ”Ohikiitävää” (Anna Abreu i Juha Tapio)                                                                               | –            | –                | –      | 48            | –          | Vain elämää – kausi 2 jatkuu |
| 2014 | ”Lohtu” (Live Aid Uusi Lastensairaala 2017)                                                                           | 6            | 2                | –      | –             | 37         |                              |
| 2016 | ”Parasta aikaa” (Elastinen i Juha Tapio)                                                                              | –            | –                | –      | –             | –          | Elastinen feat.              |
| 2017 | ”Nelostie” (Brädi i Juha Tapio)                                                                                       | –            | –                | –      | 25            | –          |                              |

#### Inne utwory notowane na listach
| Rok  | Tytuł                     | Lista        | Lista            | Lista  | Lista         | Lista      | Album                        |
| Rok  | Tytuł                     | Lista singli | Lista downloadów | Top 50 | Stream- lista | Radiolista | Album                        |
| ---- | ------------------------- | ------------ | ---------------- | ------ | ------------- | ---------- | ---------------------------- |
| 2012 | ”En etsi valtaa, loistoa” | –            | –                | –      | –             | 14         | Joululauluja                 |
| 2013 | ”Älä tyri nyt”            | –            | 29               | –      | –             | –          | Vain elämää – kausi 2 jatkuu |
| 2014 | ”Minä en”                 | –            | –                | –      | –             | 79         | Lapislatsulia                |
| 2015 | ”Kolikko kerrallaan”      | –            | –                | –      | –             | 96         | Sinun vuorosi loistaa        |

### Videoklipy
| Rok  | Tytuł                              | Reżyseria                         | Przypisy |
| ---- | ---------------------------------- | --------------------------------- | -------- |
| 2004 | ”Mitä silmät ei nää”               | Aleksi Koskinen                   | [ 75 ]   |
| 2005 | ”Ohikiitävää”                      | Aleksi Koskinen                   | [ 75 ]   |
| 2008 | ”Kaksi puuta”                      |                                   | [ 76 ]   |
| 2011 | ”Sitkeä sydän”                     | Mikko Suomalainen                 | [ 77 ]   |
| 2012 | ”Rakastan niin kauan kuin mä voin” | Mikko Suomalainen                 | [ 78 ]   |
| 2013 | ”Paremmat päivät”                  |                                   | [ 79 ]   |
| 2015 | ”Sinun vuorosi loistaa”            | Ville Juurikkala                  | [ 80 ]   |
| 2016 | ”Rakastettu”                       | Antti Vuori, Amulio Jose Espinosa | [ 81 ]   |
| 2018 | ”John”                             | Ville Juurikkala                  | [ 82 ]   |

### Inne publikacje

#### Albumy
| Tytuł                                                                      | Dane                                             | Lista         | Status |
| Tytuł                                                                      | Dane                                             | Lista albumów | Status |
| -------------------------------------------------------------------------- | ------------------------------------------------ | ------------- | ------ |
| Kaikki mitä näen - Lauluja elämän puusta (Maria Laakso, Juha Tapio i Kapa) | - Data: 2001 - Format: CD - Wydawca: Imu Records | –             |        |

#### Utwory
| Rok  | Tytuł                                             | Album                                                 | Dane                                                                   |
| ---- | ------------------------------------------------- | ----------------------------------------------------- | ---------------------------------------------------------------------- |
| 2005 | ”Kuljeta ja johda”                                | Tilkkutäkki                                           | Różni artyści Warner Music Finland                                     |
| 2006 | ”Itketkö sinäkin Jumala?”                         | Tilkkutäkki 2                                         | Różni artyści Warner Music Finland                                     |
| 2007 | ”Käy Herra meitä siunaamaan”                      | Tilkkutäkki 3                                         | Różni artyści Warner Music Finland                                     |
| 2008 | ”Kulkurin iltatähti”                              | Mestaria kunnioittaen – Tribuutti Tapio Rautavaaralle | Różni artyści Warner Music Finland                                     |
| 2008 | ”Kauas pilvet karkaavat”                          | Tähdet, tähdet – Tribuutti Rauli Badding Somerjoelle  | Różni artyści Sony BMG                                                 |
| 2009 | ”Syksyn sävel” (Lenni-Kalle Taipale i Juha Tapio) | Piano                                                 | Lenni-Kalle Taipale, fortepian; Juha Tapio, wokal Warner Music Finland |
| 2010 | ”Laulu pikkuvauvasta”                             | Maailman kauneimmat joululaulut 2                     | Różni artyści Universal Music Group                                    |
| 2010 | ”Nyt riemuiten tänne”                             | Maailman kauneimmat joululaulut 2                     | Różni artyści Universal Music Group                                    |
| 2011 | ”Toimikerhon Keijo”                               | Maalaispojan laulut                                   | Różni artyści Suomi-solistit                                           |
| 2011 | ”Tuikkikaa, oi joulun tähtöset”                   | Kaikkien aikojen paras joululevy 3                    | Różni artyści Capitol Records                                          |
| 2015 | ”Meillä on aikaa”                                 | SuomiLOVE Vol. 1                                      | Różni artyści Universal Music Group                                    |